# Charlotte Ntamack
Charlotte Ngo Ntamack  (* 1979 in Kamerun) ist eine kamerunische Autorin, Schauspielerin und Komikerin. Sie wurde durch die TV-Serie «Le Parlement du Rire» bekannt.

## Wirken
Charlotte Ntamack absolvierte mehrere Ausbildungen in Schauspielen und Schreiben. Sie nahm an vielen Festivals in Zentral- und Westafrika teil. Im Jahr 2007 gewann sie den zentralafrikanischen Grand Prix des Scènes nationales und nahm an Ecritures d’Afrique im Pariser Théâtre du Vieux-Colombier teil. Sie schrieb «Kira», das 2009 von Martin Ambara inszeniert wurde und war 2011 an der Entstehung der Show «Il avait plu sur la rose» beteiligt. Als Komikerin trat in der Stand Up night show in Yaoundé auf. Im Theater stand sie 2011 und 2012 in Iphigenie auf Tauris bzw. Faust auf der Bühne. Im März 2013 war sie mit Valéry Ndongo Autorin in Residence im Maison des Auteurs in Limoges, um «Voir Paris et mourir jeune» fertigzustellen. Ausschnitte wurden noch im März präsentiert, das Stück im April im Pariser Le Tarmac aufgeführt.
An der Seite der bekannten Komiker Mamane, Digbeu Cravate und Michel Gohou spielte sie die Hauptrolle einer Vizepräsidentin des „Parlaments des Lachens“ (Le Parlement du Rire), die von 2016 bis 2018 jeden Sonntag auf Canal+ ausgestrahlt wurde. Bei Radio France Internationale (RFI) erhielt Ntamack im April 2019 die wöchentliche Sendung «la Parlotte de Charlotte», in der sie einen Blick auf die Gesellschaft in Afrika wirft und die Vorgänge humorvoll kommentiert.

## Auszeichnungen
- 2007: Grand prix des Scènes nationales d’ébènes d’Afrique centrale
- 2013: Preis des Institut français

## Bühnenprogramm
- 2016: Don’t cry, stand up.
- 2018: Je suis Charlotte.
- 2020: Ça gâte ça gâte.

## Filmografie
- 2016: Pour le mal (Kurzfilm)
- 2016–2018: Le Parlement du Rire (TV-Serie)
- 2020: The Chariot Of The Gods (Spielfilm).[3]